# 茨城女子大生殺害事件
茨城女子大生殺害事件（いばらきじょしだいせいさつがいじけん）は、2004年（平成16年）1月に茨城県稲敷郡美浦村で、茨城大学の女子学生が行方不明になり、遺体で発見された殺人事件。

## 事件概要
2004年（平成16年）1月31日の午前0時から2時にかけて、茨城県稲敷郡阿見町のアパート居住の茨城大学の女子大生（当時21歳）が殺害され、美浦村舟子地内の清明川（河口付近）において遺体で発見された。

## 経過
- 2004年
  - 1月30日
    - 午後9時頃 - 自宅に帰宅[1]。

  - 1月31日
    - 午前0時頃 - 女子学生が一緒にいた男子学生宛に「明日の朝には戻る」とメモを残し、阿見町の自宅から外出[1][12]。これを最後に女子学生の行方が分からなくなる[12]。
    - 午前中 - 男子学生は女子学生が帰宅していないことに気付く。テーブルには「友人に会いにでかける。遅くなる」と記したメモが残されていた。女子学生は視力が0.1程度しかなかったが、眼鏡もコンタクトレンズも室内に残し、携帯電話や財布も自宅に置いたままだった[1][12]。
    - 午前9時頃 - 女子学生が自宅から6キロ離れた美浦村舟子地内の清明川で死んでいるのを発見された[11][12][13]。

  - 2月4日
    - 女子学生の物と見られる自転車が土浦市の空き地で鍵が付いたままスタンドを立てた状態で発見された[14][12]。現場は阿見町の自宅アパートから約2.5キロ離れていた[13]。
- 2007年
  - 女子学生の両親が犯人逮捕に繋がる情報を提供した者に懸賞金200万円を支払う事を決めた[15]。
- 2008年
  - 2月1日 - 警察庁の「公的懸賞金制度」が適用された[16]。
- 2009年
  - 1月31日 - 公的懸賞金制度の期限が切れたため、遺族や友人らが情報提供者に懸賞金200万円を支払うことを決定した[17]。
- 2017年
  - 9月2日 - 茨城県警察は被疑者のフィリピン国籍の男X（逮捕時35歳）を殺人、強姦致死容疑で逮捕した[12][13][18]。被疑者逮捕までに3万3910人の捜査員を投入、4185日の捜査、約360件の情報が寄せられた[19]。
  - 9月22日 - 水戸地検はXを殺人、強姦致死罪で起訴した[注 2][22]。
- 2019年
  - 1月24日 - 茨城県警察は被疑者のフィリピン国籍の男Y（逮捕時33歳）を殺人、強姦致死容疑で逮捕した[23]。
  - 5月17日 - 水戸地検はYを殺人、強姦致死罪で起訴した[24]。

## 捜査
司法解剖の結果、死因は首を圧迫したことによる窒息死。遺体の首には切り傷があり、胸には心臓に達するほど深い刺し傷があった。自転車が放置されていた場所では、白っぽいワンボックスに乗った2人の男が自転車を下ろして立てかけていた姿が目撃された。

## 被疑者逮捕
事件発生から13年を経て、遺体に付着した微物のDNA型がXと一致。情報提供や関係者への聴取などから、当時茨城県土浦市に住んでいた被疑者が浮上、共犯関係とみられる知人の男Y・Zの2人を特定した。全員女子学生と面識はなかった。
本件に共謀した疑いで事件当時、少年だったフィリピン人Y・Zの逮捕状を取り、国際刑事警察機構を通じて国際手配をしている。しかし、2人は事件後に帰国しており、日本とフィリピンとの間には事件捜査の協力を要請できる「刑事共助協定」がなく、被疑者の身柄引き渡しに関する条約もないため、フィリピン政府に引き渡しを求めることができないために、立件の見通しは立っていないが、Yについては後述の通り日本に入国したところを逮捕された。

### Xについて
事件当時22歳。共犯者の母親の提案で2004年3月ごろ出国。2017年1月までの間に出入国を繰り返していた。逮捕当時、Xは岐阜県瑞穂市に妻や娘、息子のほか、義母ら7人ほどの家族で住んでいた。2010年ごろに引っ越してきて、自動車関連の工場で働いていたという。近所では「子煩悩」と評判だった。逮捕される可能性がありながら、日本で生活していた理由について「日本の方がお金を稼げるから」と語った。

### Y・Z
事件当時18、19歳。2004年3月ごろ出国。Zは2007年以降は再入国していない。
2018年末までに、事件当時18歳であった被疑者Yが訪日を希望しているとの情報があり、茨城県警察は外務省などを通じて本人の意思を確認し、2019年（平成31年）1月23日に捜査員を派遣し、1月24日に成田空港から入国後に逮捕された。

## 刑事裁判
Xは2004年1月31日、職場の同僚だったフィリピン国籍の少年Y・Z（当時18、19歳）と共謀し、茨城県阿見町付近の路上で女子学生を車に連れ込んで車内で強姦。その後、カッターナイフで切りつけたりドライバーで突き刺すなどした上、車内で首を絞めて殺害したとされる。

### 第一審・水戸地裁
2018年7月17日、水戸地裁（小笠原義泰裁判長）で裁判員裁判の初公判が開かれ、罪状認否でXは「間違いありません」と起訴事実を認めた。
冒頭陳述で検察側は、Xらがコンビニ駐車場に止めた車内で通行人の女性を強姦して殺害する計画を立てた後、自転車に乗っていた女子学生の進路を塞いで車に連れ込み、強姦したと述べた。その後、首を絞めた上にカッターナイフで切ったことから「被害者の尊厳を踏みにじり、命を奪う悪質きわまりない犯行」と指摘した。
一方、弁護側は犯行態様などについて「当時若年だった共犯者の影響で犯行がエスカレートした」と述べた。その上で「被告には反省の意思がある」として被害弁償金100万円を用意していることから酌量減軽を求めた。
2018年7月18日、被告人質問が行われ、殺害の理由について「警察などに話されたら困るから」と語り、暴行を決めた段階で殺害まで計画していたことを明かした。また、検察側の質問では女性を強姦する計画を立ててから女子学生を発見するまでの時間について「1時間から1時間半くらい」と証言した。その上で「被害者を確実に殺すために、車内にあったカッターナイフを(共犯の男に)渡した」と自らが主導的役割を果たしたことを述べた。
一方、事件の詳細についての質問には「覚えていない」「分からない」と繰り返したため、裁判長から「当時のことをよく思い出して答えてください」と注意される一面もあった。
2018年7月19日、論告求刑公判が開かれ、検察側は「犯行態様は通り魔的で、卑劣極まりない」として無期懲役を求刑した。同日の最終弁論で弁護側は、Xが事件当時22歳と若く、思慮分別に欠けていたことなどを挙げて「有期懲役で更生の機会を与えてほしい」と酌量減軽を求めて結審した。

#### 判決
2018年7月25日、水戸地裁（小笠原義泰裁判長）で判決公判が開かれ、裁判長は「殺害に主体的に関与しており、刑事責任は重大だ」として求刑通り無期懲役の判決を言い渡した。
判決理由では「犯行態様は執拗、残虐で殺意の強固さも明らかだ」と指摘し、「若さや飲酒が犯行に影響した」として有期懲役を求めた弁護側の主張を退けた。被告側は判決を不服として控訴した。

### 控訴審・東京高裁
2018年12月12日、東京高裁（栃木力裁判長）で控訴審初公判が開かれ、弁護側は無期懲役は重すぎると量刑不当を主張し、検察側は控訴棄却を求めて即日結審した。
2019年1月16日、東京高裁（栃木力裁判長）で控訴審判決公判が開かれ、裁判長は「犯行態様や動機などから無期懲役とした一審の判断に誤りはない」として一審・水戸地裁の無期懲役判決を支持、控訴を棄却した。判決では「同一類型の量刑傾向に照らしても、不当とは言えない」として有期懲役を求めた弁護側の主張を退けた。
この判決に対して検察側、弁護側の双方が上告しなかったため、無期懲役の判決が確定した。

### Yの裁判
2021年1月18日、水戸地裁（結城剛行裁判長）で裁判員裁判の初公判が開かれ、罪状認否で起訴事実を認めた。
冒頭陳述で検察側は、事件前に3人で酒を飲んだ後、Yが「女の子をレイプしよう」と持ちかけたことから共犯2人との間に上下関係はなかったと主張した。また、Yが女性の首を絞めた行為は「死因に直結する行為」と指摘した。
一方、弁護側は、3人の中で最年少だったことなどから「殺害には反対したが、意見が通らなかった」として従属的立場だったと主張した。また、事件の約3年後にフィリピンに帰国したYが、自ら出頭の意向を示して再来日したことから「真摯に反省している」として酌量減軽を訴えた。
2021年1月21日、被告人質問が行われ、Xが「今から女を殺します」と言ったのをきっかけに女子学生の首を絞めたと証言した。また、凶器のドライバーについては「川に捨てた」と供述した。さらに検察側は刺し傷が心臓に届くものもあったと指摘した上でドライバーで刺した回数を尋ねると、Yは「5回以上」と回答した。その他、本事件を起こしたことへの思いについては「何も(ない)」と淡々と回答した。
2021年1月28日、論告求刑公判が開かれ、検察側は「自発的、主体的に関与し重要な役割を担った」として無期懲役を求刑した。同日の最終弁論で弁護側は「殺害に必ずしも積極的ではなかった」として改めて従属的立場だったと主張して結審した。
2021年2月3日、水戸地裁（結城剛行裁判長）で判決公判が開かれ、裁判長は「無差別な通り魔的犯行で被害者の生命や性的自由を軽視した」として求刑通り無期懲役の判決を言い渡した。
判決では、Yが殺害の計画に反対しながら最終的には殺害を実行したことについて「従属的立場ではなかった」として、弁護側がYは従属的立場であり、反省しているとした主張を退けた。その上で「口封じという殺害動機は自己中心的で身勝手だ」と述べた。さらに量刑理由については「逮捕される覚悟で来日したことを踏まえても無期懲役が相当だ」と結論付けた。
この判決に対して検察側、弁護側の双方が控訴しなかったため、無期懲役の判決が確定した。